# Esortazione apostolica
L'esortazione apostolica è uno dei tipi di documenti ufficiali redatti dal pontefice della Chiesa cattolica.
In ordine di importanza fra gli atti del Romano Pontefice, si colloca al di sotto dell'enciclica ed è immediatamente seguita dalla lettera apostolica.

## Esortazione apostolica post-sinodale
L'esortazione apostolica post-sinodale, o esortazione apostolica postsinodale, è un documento che il papa elabora a partire dalle Proposizioni che il Sinodo dei vescovi produce come frutto dei suoi lavori. Esistono anche esortazioni apostoliche che non sono frutto dei lavori di un sinodo.